# 吾鄉-朱加猜想
數論中與伯努利數{\displaystyle B_{k}}有關的的吾鄉—朱加猜想猜測：{\displaystyle p}是質數當且僅當
{\displaystyle pB_{p-1}\equiv -1{\pmod {p}}\ }。
這猜想的上述形式是吾鄉孝視在1990年提出；另一個等價的形式是朱塞佩·朱加（Giuseppe Giuga）在1950年提出：{\displaystyle p}是質數當且僅當
{\displaystyle 1^{p-1}+2^{p-1}+\cdots +(p-1)^{p-1}\equiv -1{\pmod {p}}}。
Giuga指出，可能的反例n是一個卡邁克爾數，可被至少8個不同的素數因子整除。
Giuga驗證了n> 101000的猜想。
1985年時，Edmondo Bedocchi已計算到n> 101700。
1996年時，Borwein和其他人已計算到n> 1013800。
Laerte Sorini，最後，在2001年的工作中表明，對該猜想的反例必須為n> 1036067，這是Bedocchi假設Giuga證明其猜想的極限。